# کازوکو تادانو
کازوکو تادانو (انگلیسی: Kazuko Tadano؛ زادهٔ ۱۴ مارس ۱۹۵۹) پویانما، طراح شخصیت، تصویرگر، کارگردان پویانمایی اهل ژاپن است.